# Saint-Hyacinthe (circonscription provinciale)
Circonscription électorale provinciale du Canada
Saint-Hyacinthe est une circonscription électorale provinciale située autour de la ville de Saint-Hyacinthe en Montérégie. La circonscription fut celle d'Honoré Mercier, premier ministre du Québec de 1887 à 1891.

## Historique
Le district de Saint-Hyacinthe a été créé en 1829 en tant que district électoral du Bas-Canada, détaché du district de Richelieu. Il est conservé lors de la création de l'Assemblée législative de la province du Canada en 1841, mais en 1853 il cède une partie de son territoire pour permettre la création du district électoral de Bagot et pour agrandir celui de Rouville, tout en gagnant une partie de Richelieu. À la Confédération, en 1867, il devient une des 65 premières circonscriptions provinciales du Québec.
En 1972, la circonscription de Saint-Hyacinthe est passablement modifiée. Son centre reste toujours la ville de Saint-Hyacinthe, mais l'ouest de son territoire passe en grande partie dans Verchères et Richelieu, tandis que l'est s'agrandit aux dépens de Bagot. En 1980, la municipalité de Saint-Damase s'ajoute en provenance d'Iberville, puis en 1988 celle de Saint-Hugues en provenance de Johnson. En 2011 ce sont La Présentation et Saint-Pie qui s'ajoutent, venant respectivement de Verchères et Iberville.

## Territoire et limites
La circonscription de Saint-Hyacinthe est composée des municipalités suivantes :
- La Présentation
- Saint-Barnabé-Sud
- Saint-Damase
- Saint-Dominique
- Saint-Hugues
- Saint-Hyacinthe
- Saint-Liboire
- Saint-Pie
- Saint-Simon

## Liste des députés

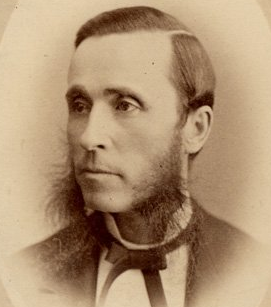
Pierre Bachand est député de 1867 à 1878 pour le Parti libéral du Québec.

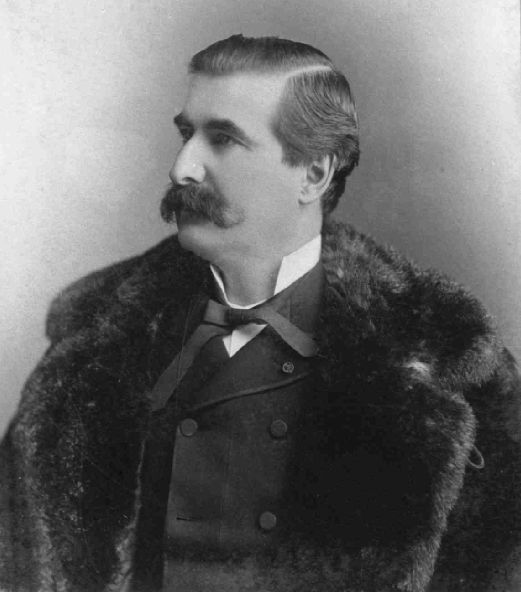
Honoré Mercier est député de 1879 à 1890 pour le Parti libéral du Québec. Il est premier ministre du Québec de 1887 à 1891.

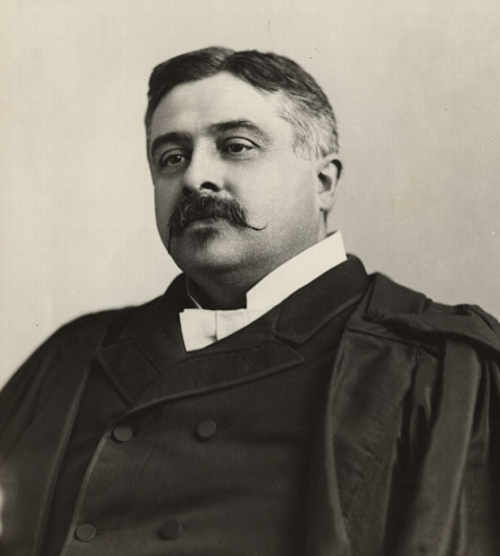
Odilon Desmarais est député de 1890 à 1892 pour le Parti libéral du Québec.

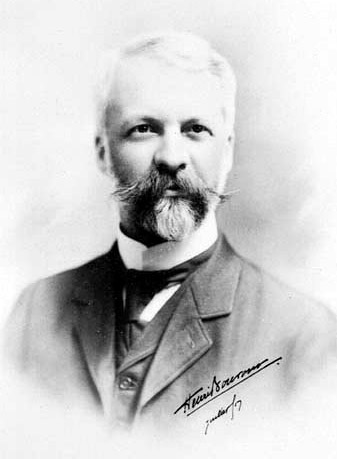
Henri Bourassa est député de 1908 à 1912 pour la Ligue nationaliste.

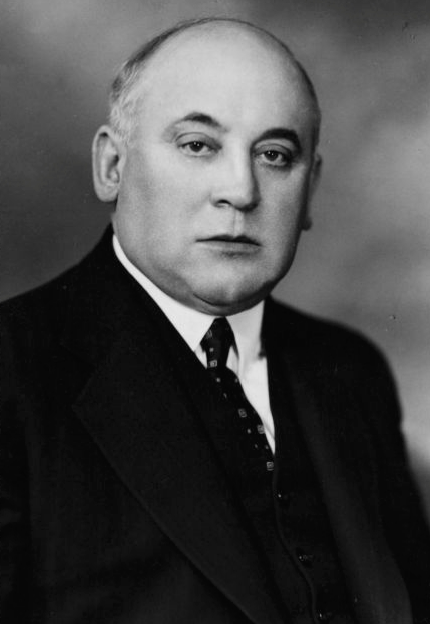
Télesphore-Damien Bouchard est député de 1912 à 1919 et de 1923 à 1944 pour le Parti libéral du Québec.

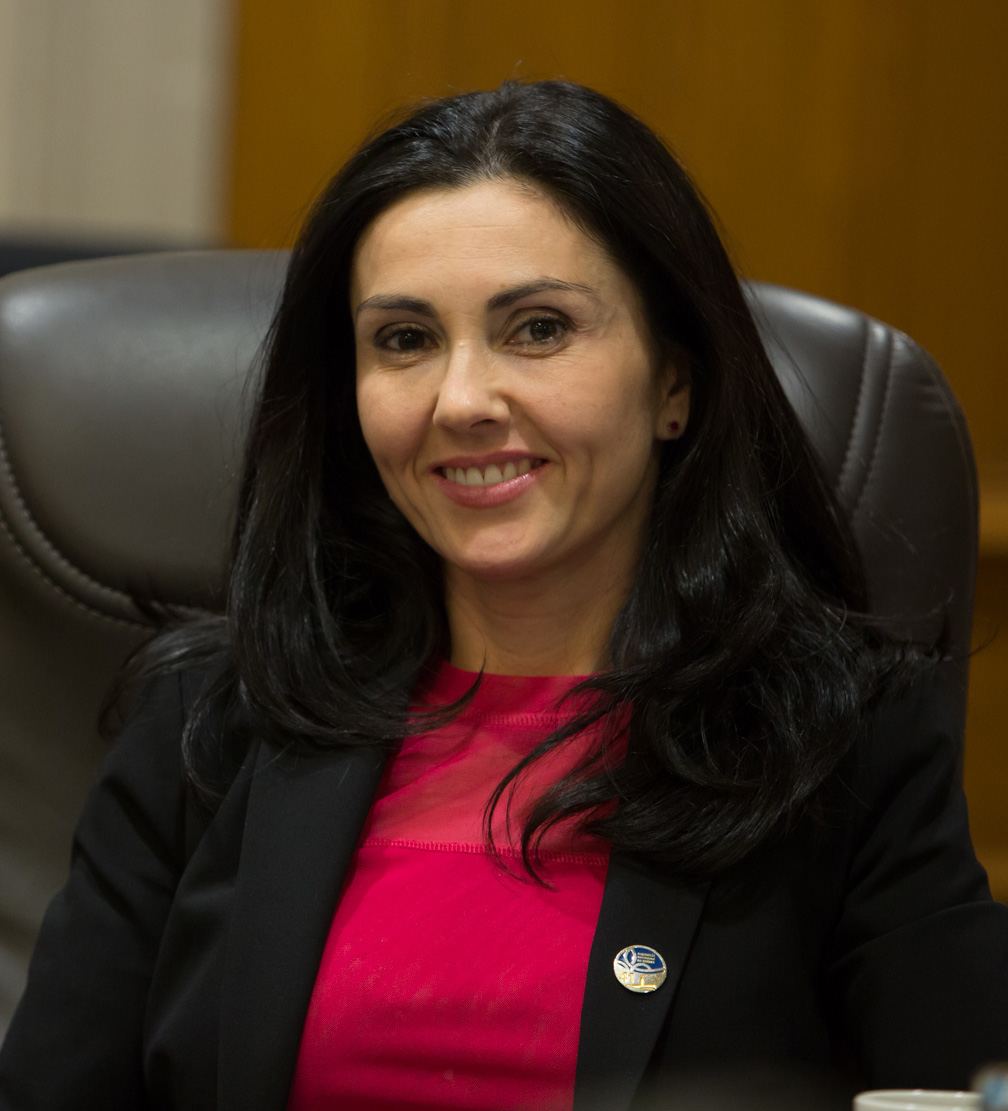
Chantal Soucy est députée depuis 2014 pour la Coalition avenir Québec.

| Années | Années      | Député                     | Parti               |
| ------ | ----------- | -------------------------- | ------------------- |
|        | 1867 - 1871 | Pierre Bachand             | Libéral             |
|        | 1871 - 1875 | Pierre Bachand             | Libéral             |
|        | 1875 - 1878 | Pierre Bachand             | Libéral             |
|        | 1878        | Pierre Bachand             | Libéral             |
|        | 1879 - 1881 | Honoré Mercier             | Libéral             |
|        | 1881 - 1886 | Honoré Mercier             | Libéral             |
|        | 1886 - 1887 | Honoré Mercier             | Libéral             |
|        | 1887 - 1890 | Honoré Mercier             | Libéral             |
|        | 1890 - 1892 | Odilon Desmarais           | Libéral             |
|        | 1892 - 1897 | Antoine-Paul Cartier       | Conservateur        |
|        | 1897 - 1900 | Georges-Casimir Dessaulles | Libéral             |
|        | 1900 - 1904 | Joseph Morin               | Libéral             |
|        | 1904 - 1908 | Joseph Morin               | Libéral             |
|        | 1908 - 1912 | Henri Bourassa             | Ligue nationaliste  |
|        | 1912 - 1916 | Télesphore-Damien Bouchard | Libéral             |
|        | 1916 - 1919 | Télesphore-Damien Bouchard | Libéral             |
|        | 1919 - 1922 | Armand Boisseau            | Libéral             |
|        | 1923 - 1927 | Télesphore-Damien Bouchard | Libéral             |
|        | 1927 - 1931 | Télesphore-Damien Bouchard | Libéral             |
|        | 1931 - 1935 | Télesphore-Damien Bouchard | Libéral             |
|        | 1935 - 1936 | Télesphore-Damien Bouchard | Libéral             |
|        | 1936 - 1939 | Télesphore-Damien Bouchard | Libéral             |
|        | 1939 - 1944 | Télesphore-Damien Bouchard | Libéral             |
|        | 1944 - 1948 | Ernest-Joseph Chartier     | Union nationale     |
|        | 1948 - 1952 | Ernest-Joseph Chartier     | Union nationale     |
|        | 1952 - 1954 | Ernest-Joseph Chartier     | Union nationale     |
|        | 1955 - 1956 | Jacques Bousquet           | Union nationale     |
|        | 1956 - 1960 | René Saint-Pierre          | Libéral             |
|        | 1960 - 1962 | René Saint-Pierre          | Libéral             |
|        | 1962 - 1966 | René Saint-Pierre          | Libéral             |
|        | 1966 - 1970 | Denis Bousquet             | Union nationale     |
|        | 1970 - 1973 | Fernand Corneillier        | Libéral             |
|        | 1973 - 1976 | Fernand Corneillier        | Libéral             |
|        | 1976 - 1981 | Fabien Cordeau (en)        | Union nationale     |
|        | 1981 - 1985 | Maurice Dupré              | Parti québécois     |
|        | 1985 - 1989 | Charles Messier            | Libéral             |
|        | 1989 - 1994 | Charles Messier            | Libéral             |
|        | 1994 - 1998 | Léandre Dion               | Parti québécois     |
|        | 1998 - 2003 | Léandre Dion               | Parti québécois     |
|        | 2003 - 2007 | Léandre Dion               | Parti québécois     |
|        | 2007 - 2008 | Claude L'Écuyer            | Action démocratique |
|        | 2008 - 2012 | Émilien Pelletier          | Parti québécois     |
|        | 2012 - 2014 | Émilien Pelletier          | Parti québécois     |
|        | 2014 - 2018 | Chantal Soucy              | Coalition avenir    |
|        | 2018 - 2022 | Chantal Soucy              | Coalition avenir    |
|        | 2022 - ...  | Chantal Soucy              | Coalition avenir    |

## Résultats électoraux
|                                                                                               | Nom                      | Parti            | Nombre de voix | %      | Maj.   |
| --------------------------------------------------------------------------------------------- | ------------------------ | ---------------- | -------------- | ------ | ------ |
|                                                                                               | Chantal Soucy (sortante) | Coalition avenir | 22 487         | 54,4 % | 15 587 |
|                                                                                               | Alexis Gagné-Lebrun      | Parti québécois  | 6 900          | 16,7 % | -      |
|                                                                                               | Philippe Daigneault      | Québec solidaire | 5 636          | 13,6 % | -      |
|                                                                                               | Kim Beaudoin             | Conservateur     | 4 066          | 9,8 %  | -      |
|                                                                                               | Agnieszka Wnorowska      | Libéral          | 1 705          | 4,1 %  | -      |
|                                                                                               | Mustapha Jaalouk         | Vert             | 217            | 0,5 %  | -      |
|                                                                                               | Julie Raiche             | Climat Québec    | 168            | 0,4 %  | -      |
|                                                                                               | Gary Daigneault          | Indépendant      | 142            | 0,3 %  | -      |
| Total                                                                                         | Total                    | Total            | 41 321         | 100 %  |        |
| Le taux de participation lors de l'élection était de 70,5 % et 697 bulletins ont été rejetés. |                          |                  |                |        |        |

|                                                                                               | Nom                      | Parti            | Nombre de voix | %      | Maj.   |
| --------------------------------------------------------------------------------------------- | ------------------------ | ---------------- | -------------- | ------ | ------ |
|                                                                                               | Chantal Soucy (sortante) | Coalition avenir | 21 227         | 52 %   | 14 401 |
|                                                                                               | Marijo Demers            | Québec solidaire | 6 826          | 16,7 % | -      |
|                                                                                               | Daniel Breton            | Parti québécois  | 6 524          | 16 %   | -      |
|                                                                                               | Annie Pelletier          | Libéral          | 5 758          | 14,1 % | -      |
|                                                                                               | Luc Chulak               | NPD Québec       | 486            | 1,2 %  | -      |
| Total                                                                                         | Total                    | Total            | 40 821         | 100 %  |        |
| Le taux de participation lors de l'élection était de 71,5 % et 898 bulletins ont été rejetés. |                          |                  |                |        |        |

|                                                                                               | Nom                         | Parti            | Nombre de voix | %      | Maj.  |
| --------------------------------------------------------------------------------------------- | --------------------------- | ---------------- | -------------- | ------ | ----- |
|                                                                                               | Chantal Soucy               | Coalition avenir | 13 245         | 32,7 % | 1 222 |
|                                                                                               | Émilien Pelletier (sortant) | Parti québécois  | 12 023         | 29,7 % | -     |
|                                                                                               | Louise Arpin                | Libéral          | 11 701         | 28,9 % | -     |
|                                                                                               | Danielle Pelland            | Québec solidaire | 2 806          | 6,9 %  | -     |
|                                                                                               | Éric Pothier                | Option nationale | 374            | 0,9 %  | -     |
|                                                                                               | Simon Labbé                 | Conservateur     | 304            | 0,8 %  | -     |
| Total                                                                                         | Total                       | Total            | 40 453         | 100 %  |       |
| Le taux de participation lors de l'élection était de 71,6 % et 923 bulletins ont été rejetés. |                             |                  |                |        |       |

|                                                                                               | Nom                         | Parti              | Nombre de voix | %      | Maj.  |
| --------------------------------------------------------------------------------------------- | --------------------------- | ------------------ | -------------- | ------ | ----- |
|                                                                                               | Émilien Pelletier (sortant) | Parti québécois    | 16 082         | 36,3 % | 2 120 |
|                                                                                               | Pierre Schetagne            | Coalition avenir   | 13 962         | 31,5 % | -     |
|                                                                                               | Louise Arpin                | Libéral            | 10 552         | 23,8 % | -     |
|                                                                                               | Richard Gingras             | Québec solidaire   | 2 198          | 5 %    | -     |
|                                                                                               | Jérôme St-Amand             | Option nationale   | 803            | 1,8 %  | -     |
|                                                                                               | Isabelle Leclerc            | Conservateur       | 306            | 0,7 %  | -     |
|                                                                                               | Thomas Gagné                | Union citoyenne    | 149            | 0,3 %  | -     |
|                                                                                               | Alexandre Bruneau           | Équipe autonomiste | 129            | 0,3 %  | -     |
|                                                                                               | Lise Gaudette               | Unité nationale    | 95             | 0,2 %  | -     |
| Total                                                                                         | Total                       | Total              | 44 276         | 100 %  |       |
| Le taux de participation lors de l'élection était de 78,7 % et 686 bulletins ont été rejetés. |                             |                    |                |        |       |

|                                                                                               | Nom                       | Parti               | Nombre de voix | %      | Maj. |
| --------------------------------------------------------------------------------------------- | ------------------------- | ------------------- | -------------- | ------ | ---- |
|                                                                                               | Émilien Pelletier         | Parti québécois     | 11 822         | 38,1 % | 213  |
|                                                                                               | Claude Corbeil            | Libéral             | 11 609         | 37,4 % | -    |
|                                                                                               | Claude L'Écuyer (sortant) | Action démocratique | 5 693          | 18,3 % | -    |
|                                                                                               | Louis-Pierre Beaudry      | Vert                | 975            | 3,1 %  | -    |
|                                                                                               | Richard Gingras           | Québec solidaire    | 956            | 3,1 %  | -    |
| Total                                                                                         | Total                     | Total               | 31 055         | 100 %  |      |
| Le taux de participation lors de l'élection était de 63,4 % et 642 bulletins ont été rejetés. |                           |                     |                |        |      |

|                                                                                               | Nom                    | Parti               | Nombre de voix | %      | Maj.  |
| --------------------------------------------------------------------------------------------- | ---------------------- | ------------------- | -------------- | ------ | ----- |
|                                                                                               | Claude L'Écuyer        | Action démocratique | 13 233         | 35,7 % | 1 318 |
|                                                                                               | Léandre Dion (sortant) | Parti québécois     | 11 915         | 32,2 % | -     |
|                                                                                               | Claude Corbeil         | Libéral             | 9 584          | 25,9 % | -     |
|                                                                                               | Catherine Desrochers   | Vert                | 1 267          | 3,4 %  | -     |
|                                                                                               | Richard Gingras        | Québec solidaire    | 1 034          | 2,8 %  | -     |
| Total                                                                                         | Total                  | Total               | 37 033         | 100 %  |       |
| Le taux de participation lors de l'élection était de 76,4 % et 471 bulletins ont été rejetés. |                        |                     |                |        |       |

|                                                                                               | Nom                    | Parti               | Nombre de voix | %      | Maj. |
| --------------------------------------------------------------------------------------------- | ---------------------- | ------------------- | -------------- | ------ | ---- |
|                                                                                               | Léandre Dion (sortant) | Parti québécois     | 13 870         | 39,3 % | 733  |
|                                                                                               | Pierre Solis           | Libéral             | 13 137         | 37,3 % | -    |
|                                                                                               | Bernard Barré          | Action démocratique | 7 855          | 22,3 % | -    |
|                                                                                               | François Choquette     | UFP                 | 401            | 1,1 %  | -    |
| Total                                                                                         | Total                  | Total               | 35 263         | 100 %  |      |
| Le taux de participation lors de l'élection était de 74,7 % et 699 bulletins ont été rejetés. |                        |                     |                |        |      |

|                                                                                               | Nom                    | Parti                 | Nombre de voix | %      | Maj.  |
| --------------------------------------------------------------------------------------------- | ---------------------- | --------------------- | -------------- | ------ | ----- |
|                                                                                               | Léandre Dion (sortant) | Parti québécois       | 18 555         | 49,6 % | 5 107 |
|                                                                                               | Jean-François Milette  | Libéral               | 13 448         | 35,9 % | -     |
|                                                                                               | Maxime Gauthier        | Action démocratique   | 5 112          | 13,7 % | -     |
|                                                                                               | Jacques Bousquet       | Démocratie socialiste | 295            | 0,8 %  | -     |
| Total                                                                                         | Total                  | Total                 | 37 410         | 100 %  |       |
| Le taux de participation lors de l'élection était de 81,7 % et 586 bulletins ont été rejetés. |                        |                       |                |        |       |

|                                                                                                 | Nom              | Parti               | Nombre de voix | %      | Maj.  |
| ----------------------------------------------------------------------------------------------- | ---------------- | ------------------- | -------------- | ------ | ----- |
|                                                                                                 | Léandre Dion     | Parti québécois     | 15 988         | 44,9 % | 1 092 |
|                                                                                                 | Gabriel Michaud  | Libéral             | 14 896         | 41,9 % | -     |
|                                                                                                 | Jacques Bousquet | Action démocratique | 3 398          | 9,6 %  | -     |
|                                                                                                 | Martin Imbleau   | NPD Québec          | 1 292          | 3,6 %  | -     |
| Total                                                                                           | Total            | Total               | 35 574         | 100 %  |       |
| Le taux de participation lors de l'élection était de 82,5 % et 1 059 bulletins ont été rejetés. |                  |                     |                |        |       |

|                                                                                               | Nom                       | Parti           | Nombre de voix | %      | Maj.  |
| --------------------------------------------------------------------------------------------- | ------------------------- | --------------- | -------------- | ------ | ----- |
|                                                                                               | Charles Messier (sortant) | Libéral         | 17 306         | 53 %   | 3 350 |
|                                                                                               | Laurent Denis             | Parti québécois | 13 956         | 42,8 % | -     |
|                                                                                               | Marie-Paule Chevrette     | NPD Québec      | 1 381          | 4,2 %  | -     |
| Total                                                                                         | Total                     | Total           | 32 643         | 100 %  |       |
| Le taux de participation lors de l'élection était de 77,8 % et 989 bulletins ont été rejetés. |                           |                 |                |        |       |

|                                                                                               | Nom                     | Parti                     | Nombre de voix | %      | Maj. |
| --------------------------------------------------------------------------------------------- | ----------------------- | ------------------------- | -------------- | ------ | ---- |
|                                                                                               | Charles Messier         | Libéral                   | 15 382         | 48,7 % | 523  |
|                                                                                               | Maurice Dupré (sortant) | Parti québécois           | 14 859         | 47,1 % | -    |
|                                                                                               | Roland Morin            | NPD Québec                | 709            | 2,2 %  | -    |
|                                                                                               | André Hudon             | Progressiste conservateur | 501            | 1,6 %  | -    |
|                                                                                               | Michel Audet            | Socialisme chrétien       | 107            | 0,3 %  | -    |
| Total                                                                                         | Total                   | Total                     | 31 558         | 100 %  |      |
| Le taux de participation lors de l'élection était de 78,2 % et 562 bulletins ont été rejetés. |                         |                           |                |        |      |

|                                                                                               | Nom                      | Parti           | Nombre de voix | %      | Maj.  |
| --------------------------------------------------------------------------------------------- | ------------------------ | --------------- | -------------- | ------ | ----- |
|                                                                                               | Maurice Dupré            | Parti québécois | 14 109         | 43,6 % | 2 597 |
|                                                                                               | Roger Duceppe            | Libéral         | 11 512         | 35,6 % | -     |
|                                                                                               | Fabien Cordeau (sortant) | Union nationale | 6 708          | 20,7 % | -     |
| Total                                                                                         | Total                    | Total           | 32 329         | 100 %  |       |
| Le taux de participation lors de l'élection était de 83,1 % et 370 bulletins ont été rejetés. |                          |                 |                |        |       |

### Sources et documents externes
- Saint-Hyacinthe sur le site de l'Assemblée nationale du Québec
- Renseignements sur les circonscriptions provinciales. Saint-Hyacinthe — Directeur général des élections du Québec